# Gaël Bigirimana
Gaël Bigirimana (Bujumbura, 22 ottobre 1993) è un calciatore burundese con cittadinanza britannica, centrocampista dei Dungannon Swifts e della nazionale burundese.

## Carriera

### Club
Dopo aver giocato nelle giovanili del Coventry City, nel 2011 debutta in prima squadra. Nel 2012 si trasferisce al Newcastle United. Il 2 febbraio 2015 viene ufficializzata la sua cessione in prestito ai Rangers. Rientrato dal prestito, il 16 novembre 2015 viene ceduto nuovamente con la formula del prestito al Coventry City. Nel giugno 2016 rientra al Newcastle United. Il 26 agosto 2016 viene ufficializzata la sua cessione a titolo definitivo al Coventry City.
Nel 2023 si trasferisce (inizialmente in prestito e poi a titolo definitivo) nella prima divisione nordirlandese ai Dungannon Swifts, con cui nella stagione 2024-2025 vince anche una coppa nazionale.

### Nazionale
Debutta con l'Inghilterra Under-20 il 23 giugno 2013, in Inghilterra-Iraq, valevole per il Mondiale Under-20 2013. Il 15 novembre 2015 debutta con la nazionale burundese, in Repubblica Democratica del Congo-Burundi; con quest'ultima rappresentativa partecipa anche alla Coppa d'Africa 2019.

## Statistiche

### Cronologia presenze e reti in nazionale
| Cronologia completa delle presenze e delle reti in nazionale ― Burundi | Cronologia completa delle presenze e delle reti in nazionale ― Burundi | Cronologia completa delle presenze e delle reti in nazionale ― Burundi | Cronologia completa delle presenze e delle reti in nazionale ― Burundi | Cronologia completa delle presenze e delle reti in nazionale ― Burundi | Cronologia completa delle presenze e delle reti in nazionale ― Burundi | Cronologia completa delle presenze e delle reti in nazionale ― Burundi | Cronologia completa delle presenze e delle reti in nazionale ― Burundi |
| Data                                                                   | Città                                                                  | In casa                                                                | Risultato                                                              | Ospiti                                                                 | Competizione                                                           | Reti                                                                   | Note                                                                   |
| ---------------------------------------------------------------------- | ---------------------------------------------------------------------- | ---------------------------------------------------------------------- | ---------------------------------------------------------------------- | ---------------------------------------------------------------------- | ---------------------------------------------------------------------- | ---------------------------------------------------------------------- | ---------------------------------------------------------------------- |
| 6-6-2024                                                               | Lilongwe                                                               | Kenya                                                                  | 1 – 1                                                                  | Burundi                                                                | Qual. Mondiali 2026                                                    | -                                                                      | cap. 46’                                                               |
| Totale                                                                 |                                                                        | Presenze                                                               | 1                                                                      |                                                                        | Reti                                                                   | 0                                                                      |                                                                        |

## Palmarès

### Club

#### Competizioni nazionali
- Football League Trophy: 1

Coventry City: 2016-2017
- Irish Cup: 1

Dungannon Swifts: 2024-2025